# Daniela Druncea
Daniela Druncea (* 2. November 1990 in Buftea) ist eine rumänische Steuerfrau im Rudern, die 2016 Olympiadritte war.

## Sportliche Karriere
Die 1,50 m große Daniela Druncea begann als Turnerin. Bei den Turn-Weltmeisterschaften 2007 erhielt sie mit dem rumänischen Team die Bronzemedaille. 2008 war sie Ersatzturnerin für die rumänische Riege. Danach beendete sie ihre Turnkarriere und wechselte zum Rudersport.
Daniela Druncea ist seit 2013 als Nachfolgerin von Talida-Teodora Gîdoiu Steuerfrau des rumänischen Achters. Bei den Europameisterschaften 2013 in Sevilla gewann sie ihren ersten internationalen Titel. Im gleichen Jahr erhielt sie hinter dem US-Achter die Silbermedaille bei den Weltmeisterschaften in Chungju. 2014 in Belgrad siegte der rumänische Achter wie im Vorjahr bei den Europameisterschaften, bei den Weltmeisterschaften in Amsterdam belegte der Achter den vierten Platz. Nach dem dritten Platz bei den Europameisterschaften 2015 verpasste der rumänische Achter mit einem siebten Platz bei den Weltmeisterschaften die direkte Olympiaqualifikation. Im Mai 2016 belegte der rumänische Achter den vierten Platz bei den Europameisterschaften in Brandenburg an der Havel, zwei Wochen später siegte die Crew in Luzern bei der letzten Olympiaausscheidung. Bei den Olympischen Spielen in Rio de Janeiro gewann Daniela Druncea mit dem rumänischen Achter die Bronzemedaille hinter dem US-Achter und den Britinnen.
Ende Mai 2017 gewann der rumänische Achter die Goldmedaille bei den Europameisterschaften.  Im weiteren Saisonverlauf siegte das Boot auch beim Weltcupfinale in Luzern und bei den Weltmeisterschaften in Sarasota. Im August 2018 verteidigte der Achter den Titel bei den Europameisterschaften. Bei den Weltmeisterschaften erreichte der rumänische Achter den fünften Platz. 2019 gewann der rumänische Achter bei den Europameisterschaften in Luzern den Titel vor den Britinnen. 2020 steuerte Daniela Druncea den rumänischen Achter zum Titelgewinn bei den Europameisterschaften in Posen. Bei den Olympischen Spielen in Tokio belegte sie mit dem rumänischen Achter den sechsten Platz.